# Captura de Cascais
A Captura de Cascais foi um acontecimento ocorrido durante Guerra da Sucessão Portuguesa no contexto da Crise de Sucessão Portuguesa de 1580. As forças espanholas comandadas pelo Duque de Alba desembarcaram em Cascais e encontram pela frente um pequeno foco de resistência. Era um pequeno contingente comandado por D. Diogo de Meneses partidário de D. António. Lutaram heroicamente mas o número das forças espanholas eram em maior número e foram derrotados. D. Diogo de Meneses foi capturado e foi decapitado (ou enforcado) com Henrique Pereira de Lacerda por ordem do Duque de Alba.

## Homenagens
Em sua homenagem, a 17 de abril de 2010 foi inaugurada no exterior da Cidadela de Cascais uma estátua sua, de corpo inteiro, em bronze, da autoria de Augusto Gil:

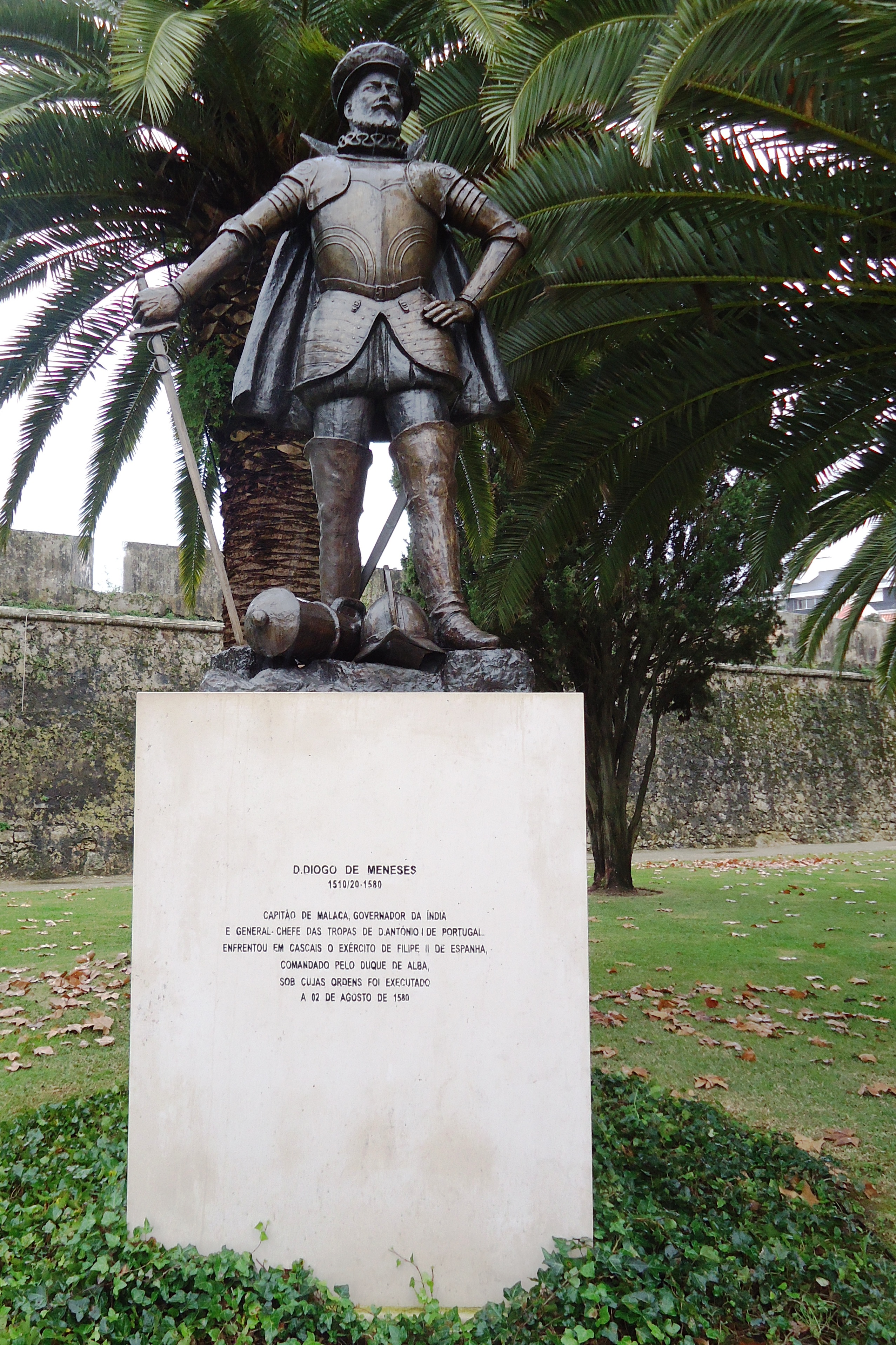
D. Diogo de Meneses, Cidadela de Cascais (bronze de Augusto Gil, 2010).

"26.º Governador da Índia chamado a organizar a defesa em Portugal contra a entrada do exército espanhol em território nacional, primeiro no Alentejo e depois em Cascais, tendo sido executado (na fortificação à data existente na Cidadela de Cascais) pelos invasores por não se ter entregue nem rendido."